# Tilopâ Monk
Tilopâ Monk (* 13. September 1949 in Lutterloh (heute Südheide) als Rüdiger Frank; † 23. Juni 2010 in Wuppertal) war ein deutscher bildender Künstler, insbesondere bekannt für seine Ölgemälde und Radierungen.

## Leben und Ausbildung
Monk studierte ab 1969 an der  Kunstakademie Düsseldorf bei Joseph Beuys und ab 1973 an der Kunstakademie München bei Mac Zimmermann.
Von 1979 bis 1982 reiste und lebte er in verschiedenen Ländern darunter Indien, Sri Lanka und Thailand. 1984 änderte er seinen Namen von Rüdiger Frank in Tilopâ Monk.
Monk lebte in München, wo er eine Druckwerkstatt betrieb.

## Ausstellungen
Werke von Tilopâ Monk sind oder waren in zahlreichen Museen und Galerien im In- und Ausland ausgestellt, darunter im  Rheinischen Landesmuseum Bonn, im Germanischen Nationalmuseum Nürnberg Galerie Lometsch in Kassel und im Goetheinstitut in Kuala Lumpur.